# 亞布盧尼夫卡 (舍佩蒂夫卡區)
50°23′23″N 27°13′25″E / 50.38972°N 27.22361°E

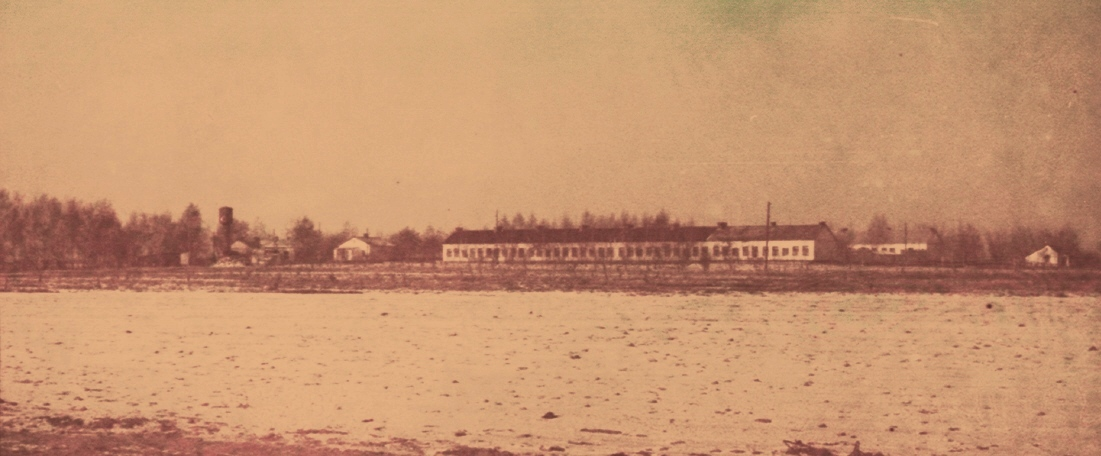

亞布盧尼夫卡（烏克蘭語：Яблунівка）是烏克蘭西部的村莊，隸屬赫梅利尼茨基州的舍佩蒂夫卡區。該村面積2.88平方公里，海拔高度224米，2001年人口567，人口密度每平方公里196.9人。